# Stadion Junactwa w Słonimie
Stadion Junactwa – wielofunkcyjny stadion w Słonimie, na Białorusi. Obiekt może pomieścić 2220 widzów. Swoje spotkania rozgrywają na nim piłkarze klubu FK Słonim-2017.